# Ion Balan
Ion Balan (n. 1 mai 1962, Lingura, Cantemir) este un politician din Republica Moldova, deputat în Parlamentul Republicii Moldova începând cu 2009.
Din 1989 este consilier raional în Cantemir. Din 2007 este membru, apoi vicepreședinte al PLDM.
Împreună cu fratele său său Vasile, este ctitorul bisericii din localitatea de baștină.

## Distincții și decorații
- 2000 – Medalia „Meritul Civic”;
- 2006 – Ordinul „Cuviosul Paisie Velicicovski” de gradul II, pentru activitatea spre binele Bisericii Ortodoxe din Moldova.[1]